# هوتن (شلسویگ-هولشتاین)
هوتن (به آلمانی: Hütten) یک شهر در آلمان است که در رندسبورگ-اکرنفورده واقع شده‌است. هوتن ۲۰۴ نفر جمعیت دارد.